# División del Partido Liberal entre gólgotas y draconianos
La división del Partido Liberal entre gólgotas y draconianos fue una ruptura ideológica entre los dos bandos de dicho partido político colombiano en sus inicios tras su fundación en 1848. El sector liberal se fragmentó en dos partes: comerciantes a quien llamaban Gólgotas, que estaban de acuerdo con las políticas del librecambio y socialistas, los artesanos Draconianos quienes defendían el proteccionismo.
Ante las demandas de los artesanos, el presidente liberal José Hilario López (1849-1853) aceptó subir moderadamente impuestos de aduana a varios productos. No obstante, los artesanos pidieron además actividades sociales que buscaban la protección de clases trabajadoras, sin embargo el Congreso se opuso a esa demanda y a nuevas alzas de aranceles para productos importados, lo que provocó manifestaciones de protesta de los artesanos. El proyecto liberal, proclamó la supresión de resguardos, ejidos y barreras proteccionistas para dar paso al libre cambio. 
Para las elecciones presidenciales de 1853 se presentaron José María Obando, a nombre de los Draconianos, derrotando al panameño Tomás Herrera, candidato de los Gólgotas. Una nueva constitución fue aprobada ese mismo año, la cual inició un cambio de filosofía gubernamental para el país que reflejaba las ideas liberales tendientes cada vez al federalismo. El 19 de mayo, representantes de quienes buscaban proteger intereses del sector agrario-comercial manifestaron su rechazo definitivo a los artesanos, ante lo cual se consumó la ruptura entre liberales.
Los artesanos eran adversarios indiscutibles de los gólgotas, de quienes se afirmaba buscaban acabar con las asociaciones de los pequeños productores. En la ciudad de Bogotá surgía una lucha de clases que se acentuaba ante las respuestas dadas por miembros del Congreso, lo que llevó a una conducta de corrientes riñas callejeras entre "cachacos", jóvenes gólgotas que se vestían o daban uso de accesorios importados, y jóvenes corrientes "guaches" que se vestían de forma acostumbrada, tal cual, como haciendo uso de la ruana tradicional.
La división entre Gólgotas y Draconianos fue una de las causas que motivaron la guerra civil colombiana de 1854. La segunda causa fue el enfrentamiento entre diversas fracciones del ejército, aristócratas y sectores de extracción popular. Estos últimos, liderados por José María Melo y buscando implantar ideas civilistas y democráticas, se aliaron con los artesanos que exigían los aranceles de protección. Así Melo asumió el poder —a pesar de ser un gólgota— apersonándose de las aspiraciones de los artesanos. No obstante fue vencido por una coalición en la que participaron los jefes liberales y conservadores José Hilario López, Tomás Cipriano de Mosquera, Pedro Alcántara Herrán, Tomás Herrera, José de Obaldía y otros, con el resultado de cientos de artesanos condenados al destierro en el río Chagres, en Panamá.

## Antecedentes
La primera vez que se usó la palabra liberal para calificar a un grupo político en Colombia fue en la Convención de Ocaña, y con este nombre se identificó a los partidarios de Santander que se opusieron a Bolívar en dicha convención. Sin embargo las ideas liberales clásicas habían penetrado desde la adopción de la obra de Jeremy Bentham por la Comisión de Educación creada por Santander como presidente encargado de Colombia en 1822.

## Sociedades Democráticas
Las Sociedades Democráticas en Colombia fueron organizaciones creadas por los artesanos a mediados del siglo XIX para defender sus intereses y luchar por reformas sociales y políticas.
La Sociedad de Artesanos de Bogotá fue fundada en 1847, expresando desde el comienzo el rechazo a la política de libertad de importaciones del gobierno de Tomás Cipriano de Mosquera y al Tratado de Amistad, Navegación y Comercio que firmó con Estados Unidos. Al extenderse la organización a otras ciudades, desde 1848 se convirtieron en Sociedades Democráticas, que además de los artesanos abrieron la afiliación a otras personas, e ingresaron intelectuales socialistas, campesinos y militares. Para 1849 funcionaban en al menos en 112 ciudades y poblaciones. Había dos tendencias en su interior: los “apolíticos” con Ambrosio López como líder y los “políticos”, socialistas, que lograron elegir como director de la sociedad a Emeterio Heredia.
En 1849 las Sociedades Democráticas apoyaron la candidatura presidencial de José Hilario López, comprometiéndolo con un programa de reformas sociales y políticas, parte de las cuales realizó a partir de su elección en marzo de 1849. En mayo de 1851 fue promulgada la ley de abolición de la esclavitud. Los propietarios de esclavos y conservadores dirigidos por Julio Arboleda, se levantaron en armas contra las nuevas leyes en el Cauca, Antioquia, Cundinamarca y Tolima y desataron la guerra civil de 1851. Las Sociedades Democráticas se movilizaron para defender las reformas democráticas y garantízaron una respuesta inmediata a la rebelión esclavista. Engrosaron las filas de la Guardia Nacional Auxiliar con numerosos voluntarios de las milicias democráticas.
En 1853, las Sociedades Democráticas apoyaron la candidatura presidencial de José María Obando, quien triunfó y se posesionó el 1 de abril de 1853. Los liberales gólgotas, decididos a frenar a las Sociedades Democráticas, se aliaron con los conservadores y controlaron conjuntamente tanto el Congreso, como las gobernaciones y muchas alcaldías. Aprobaron una nueva constitución que debilitó a los aliados de los artesanos, el presidente y el ejército nacional y le dio el mayor poder a las provincias, base de apoyo del Congreso y fortaleció la libertad de importaciones.
Durante el Golpe de Estado del 17 de abril de 1854 los artesanos movilizados y organizados en milicias le exigieron a Obando cerrar el Congreso, ante las conductas de los representantes en la parte legislativa y convertirse en dictador popular. Obando prefirió renunciar y las Sociedades Democráticas le dieron detención domiciliaria y luego le ofrecieron la presidencia a Melo quien era para entonces comandante de las Fuerzas Armadas de Cundinamarca y uno de los integrantes de la Junta Central Democrática. Se formó un gobierno provisional con Melo como jefe supremo y Obregón como Secretario General y con la misión de convocar a una Asamblea Constituyente. Liberales "gólgotas" y conservadores se unieron contra el gobierno provisional y comenzaron una guerra civil. Con la participación de las Sociedades Democráticas organizó sus fuerzas en el llamado "Ejército Regenerador", convocando al servicio a todos civiles integrantes de la Guardia Nacional Auxiliar y a los veteranos que habían combatido en la guerra civil de 1851. A mediados de mayo ya había duplicado el número de sus tropas.

## Golpe de Estado
El golpe de Estado en la República de la Nueva Granada fue una acción militar llevada a cabo por las Sociedades Democráticas, para derrocar al presidente José María Obando. Al borde de ser destituido por los gobernadores provinciales que la constitución designaba, los artesanos y el general izquierdista José María Melo le ofrecieron la posibilidad de convertirse en dictador popular, opción que Obando no aceptó y en su lugar optó por renunciar. Fue entonces detenido y encarcelado por los revolucionarios que tomaron el poder el 17 de abril de 1854 y proclamaron a Melo presidente del país. 

## Guerra civil de 1854
De forma inmediata se formó una alianza «constitucionalista» militar de radicales y conservadores, quienes iniciaron la ofensiva contra Melo: combatieron en Pamplona, Bucaramanga, Vélez, Tunja, Tequendama y Cali, y lograron cercar al ejército melista en el perímetro de la ciudad de Bogotá. Melo organizó sus fuerzas en el llamado «Ejército Regenerador» y venció en la batalla de Zipaquirá permaneciendo en el poder durante ocho meses.
El expresidente Mosquera organizó, financió y dirigió el ejército del norte que marchó desde Barranquilla. El expresidente López encabezó el ejército del sur, que derrotó a los artesanos en Cali y viajó desde el Cauca, y el Huila, y Joaquín París Ricaurte (pariente de la primera esposa de Melo) comandó la división del Alto Magdalena que con tropas antioqueñas cruzó el río Magdalena por Honda (Tolima) y se unió a las tropas de Julio Arboleda, que habían tomado la región de Guaduas.

## Consecuencias
Al ser vencidos los artesanos, quedó el campo abierto a los intereses de los comerciantes y, desde ese momento en adelante, la producción manufacturera nacional empezó a ser eclipsada por el comercio de productos extranjeros. Colombia no volvió a abastecerse con producción nacional de bienes de consumo hasta el surgimiento de la industria liviana en 1930.